# Drive Like Jehu
Pour les articles homonymes, voir Jéhu (homonymie).
Drive Like Jehu est un groupe de post-hardcore américain, originaire de San Diego, en Californie. Il est mené par Rick Froberg et John Reis, alias Speedo de Rocket from the Crypt.  Drive Like Jehu est formé en 1990 et dissous en 1995, avant un retour en 2014.
Leur style musical combine des éléments de rock et de punk rock, avec des changements complexes de signatures rythmiques et des entrelacements alambiqués de rythmes de guitare, et est quelquefois décrit comme du noise rock, du math rock ou du sludge rock.

## Biographie

### Formation et débuts
Avant de former Drive Like Jehu, le chanteur Rick Froberg et le guitariste John Reis jouaient ensemble dans le groupe Pitchfork entre 1986 et 1990,. La séparation de Pitchfork mène à la formation de deux nouveaux groupes : Reis forme Rocket from the Crypt, tandis que lui et Froberg recrutent le bassiste Mike Kennedy et le batteur Mark Trombino, anciens membres de Night Soil Man, pour former Drive Like Jehu en août 1990,. Le nom du groupe s'inspire de l'histoire biblique de Jéhu dans le Livres des Rois,,.
Froberg, ancien chanteur au sein de Pitchfork, joue aussi de la guitare dans Drive Like Jehu, accompagnant les morceaux de guitare solo de Reis. Le premier album du groupe, Drive Like Jehu, est publié en 1991 aux labels Cargo Music et Headhunter Records. Il est produit par Donnell Cameron, avec une couverture réalisée par Froberg. En 1992, Drive Like Jehu publie le single Hand Over Fist / Bullet Train to Vegas au label Merge Records et la chanson Sinews sur la compilation Head Start to Purgatory, publiée par Cargo/Headhunter,.

### Yank Crimeet séparation
Interscope Records, intéressé par Drive Like Jehu, contacte et signe le groupe, en parallèle à Rocket from the Crypt. Drive Like Jehu publie en premier son album, Yank Crime, en 1994. Mixé par Trombino, accompagné encore une fois d'une couverture réalisée par Froberg, l'album comprend des chansons plus complexes,.
En 1995, Drive Like Jehu se sépare, et Reis peut enfin se consacrer pleinement à Rocket from the Crypt, qui publiera trois nouveaux albums jusqu'en 2005. Drive Like Jehu n'annoncera jamais officiellement sa séparation, mais arrêtera simplement de donner signe de vie. Trombino devient un producteur et ingénieur-son de renom, travaillant avec des groupes comme Blink-182 et Jimmy Eat World, tandis que Kennedy quitte la musique. Froberg joue brièvement au sein de Thingy avant d'emménager à New York, puis de rejoindre Reis dans les Hot Snakes entre 1999 et 2005. En novembre 2002, Reis réédite Yank Crime dans son label Swami Records,.

### Réunions
Le 31 août 2014, Drive Like Jehu se réunit pour jouer au Spreckels Organ Pavilion de San Diego, accompagné par le Dr. Carol Williams du San Diego Civic Organist,. La collaboration est facilitée par Dang Nguyen, dirigeant du Bar Pink dans le quartier de North Park avec Reis.

## Membres
- Rick Froberg - guitare, chant
- John Reis - guitare, chœurs
- Mike Kennedy - basse
- Mark Trombino - batterie